# Катастрофа Ту-124 під Дніпропетровськом
У середу 2 вересня 1970 року у Дніпропетровській області зазнав катастрофи Ту-124 компанії «Аерофлот», що виконував рейс 3630 (Мінеральні Води — Ростов-на-Дону — Вільнюс), в результаті чого загинуло 37 осіб.

## Літак
Ту-124 з бортовим номером 45012 (заводський — 1350402, серійний — 04-02) був випущений Харківським авіазаводом 30 вересня 1961 року, а 15 листопада переданий Головному управлінню цивільного повітряного флоту. Авіалайнер був направлений до Внуковського льотного загону Московського УЦА, причому з 14 серпня по 14 листопада 1962 року тимчасово був переданий Міністерству авіапромисловості в льотний центр ГосНІІГА. 12 грудня 1965 року борт 45012 був переданий до Вільнюського авіазагону Литовського УЦА. Спочатку у літака був салон на 44 пасажирських місця, але пізніше його переробили на 56-місний. На момент катастрофи авіалайнер мав 7504 години нальоту і 6996 «зльотів-посадок».

## Катастрофа
Літак пілотував екіпаж з 277-го льотного загону, до якого входили: командир Стефан Макаревич, другий пілот Олександр Заблоцький, бортінженер Василь Кувшинов та штурман Олександр Пономарьов. У салоні працювала стюардеса Євгенія Лапицька. О 14:55 Ту-124 вилетів з Ростова-на-Дону після проміжної зупинки і після підйому зайняв ешелон 8400 метрів. Всього на борту літака перебувало 32 пасажири. Згідно з прогнозом погоди, на маршруті літака були шарувато-купчасті хмари з розривами і верхньою межею близько 2000-2500 метрів, нестійкий вітер зі швидкістю близько 3-6 м / с, а також невелика бовтанка.
О 15:14 екіпаж доповів про проліт центру Донецька на ешелоні 8400 метрів, на що авіадиспетчер дав їм команду скоріше зайняти ешелон 9000 метрів, оскільки на висоті 8400 був зустрічний літак. Екіпаж підтвердив отримання команди, а о 15:16 доповів про підйом до висоти 9000 метрів. О 15:31 рейс 3630 зв'язався з південно-західним сектором Харківського РДП і доповів, що пролетів Дніпропетровськ і має намір здійснити проліт Кременчука о 15:41. Швидкість літака відносно землі становила 852 км / год, сам екіпаж при переговорах говорив спокійно і чітко.
Несподівано о 15:37 в Харківському диспетчерському центрі почули передачу з однієї фрази: Сорок п'ять ... [тривала пауза] нуль ... [майже з вигуком] дванадцять. Після цього зв'язок з екіпажем перервався і на виклики він не відповідав.
За даними комісії, на висоті 9000 метрів авіалайнер перейшов в круте піке з лівим розворотом. Він розвернувся на 266 °, коли на швидкості 950 км / год під кутом близько 70-75 ° і з лівим креном врізався в кукурудзяне поле між селами Лиховка і Заполички Верхньодніпровського району Дніпропетровської області на відстані 9 кілометрів лівіше траси і вибухнув. На місці падіння сформувалася глибока яма за 70 км від Дніпропетровська і в 57 км від Кременчука. Всі 37 осіб (5 членів екіпажу і 32 пасажири) на борту літака загинули.

## Розслідування
По вивченню уламків було визначено, що при ударі літака об землю тример керма напряму був відхилений у крайнє ліве положення, а тример першого (лівого) елерона — до упору вгору. Шасі, щитки, закрилки та інтерцептори при цьому були прибрані, а режим двигунів встановлений на малий газ. Однак на параметричному реєстраторі (К3-63) записи були відсутні.
Комісія досліджувала ряд варіантів, в тому числі:
- Пошкодження внаслідок стрілянини або запуску безпілотних літальних апаратів військовими.
- Руйнування в повітрі.
- Зіткнення в повітрі з будь-яким об'єктом, включаючи метеозонди.

Однак жодна з них не була підтверджена. Погодні умови на маршруті також не могли привести до катастрофи. Сильне обгорання правого двигуна, а також на елементах його системи кондиціонування спочатку привели до думки про пожежу на борту. Однак огляд загиблих показав, що отруєння димом не було, а пошкодження вогнем були нанесені пожежею, що виникла в результаті падіння літака.
Комісією лише був зроблений висновок, що максимальне відхилення тримерів керма напряму і на лівому елероні при пікіруванні значно ускладнило пілотування літака на високій швидкості і значно погіршило ситуацію. Однак сама причина катастрофи встановлена так і не була.